# جورجيا إنجل
جورجيا إنجل (بالإنجليزية: Georgia Engel)‏ هي ممثلة أمريكية، ولدت في 28 يوليو 1948 بواشنطن العاصمة في الولايات المتحدة.

## أعمال

### أفلام
- (2006) موسم صيد[7]
- (2013) البالغون 2

### مسلسلات
- الجميع يحب رايموند
- رجلان ونصف

## وصلات خارجية
- جورجيا إنجل على موقع IMDb (الإنجليزية)
- جورجيا إنجل على موقع روتن توميتوز (الإنجليزية)
- جورجيا إنجل على موقع ألو سيني (الفرنسية)
- جورجيا إنجل على موقع ميوزك برينز (الإنجليزية)
- جورجيا إنجل على موقع تيرنر كلاسيك موفيز (الإنجليزية)
- جورجيا إنجل على موقع أول موفي (الإنجليزية)
- جورجيا إنجل على موقع قاعدة بيانات برودواي على الإنترنت (الإنجليزية)
- جورجيا إنجل على موقع قاعدة بيانات الأفلام السويدية (السويدية)
- جورجيا إنجل على موقع إن إن دي بي (الإنجليزية)
- جورجيا إنجل على موقع قاعدة بيانات الفيلم (الإنجليزية)